# Lärchen
Die Lärchen (Larix) bilden eine Pflanzengattung von Bäumen in der Familie der Kieferngewächse (Pinaceae), die in gemäßigten Klimaten der Nordhalbkugel heimisch sind. Sie wachsen großflächig bestandsbildend in den nördlichen Urwäldern Mittel- und Ostsibiriens (Helle Taiga) und werden in Wirtschaftswäldern gepflanzt. Die Europäische Lärche war der Baum des Jahres 2012 in Deutschland und der Baum des Jahres 2002 in Österreich. 

## Beschreibung

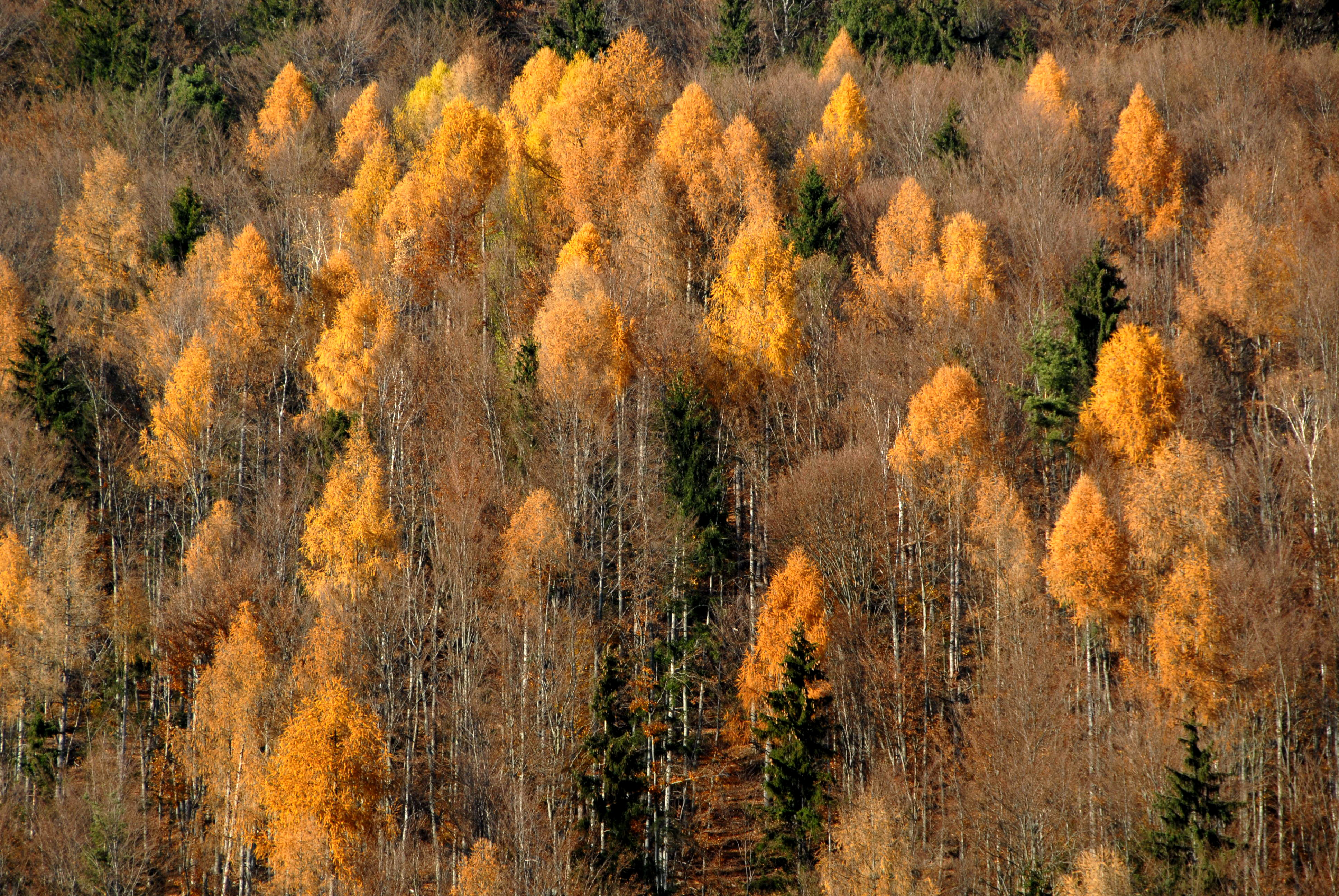
Lärchen-Mischwald in Österreich im Herbst

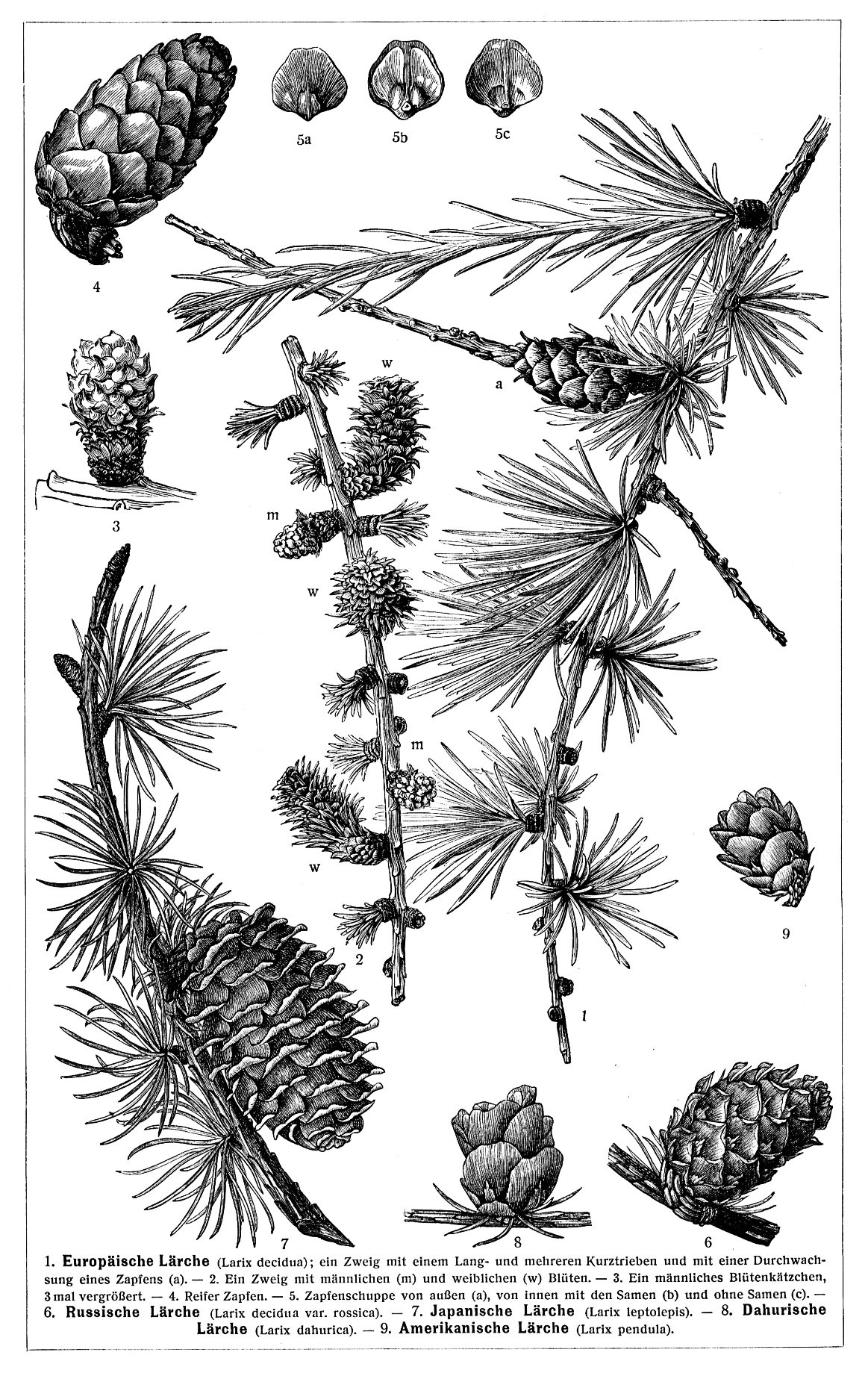
Illustration: Europäische (oben und Mitte), Sibirische (rechts unten), Japanische (links unten), Dahurische (Mitte unten) und Ostamerikanische Lärche (Mitte rechts)

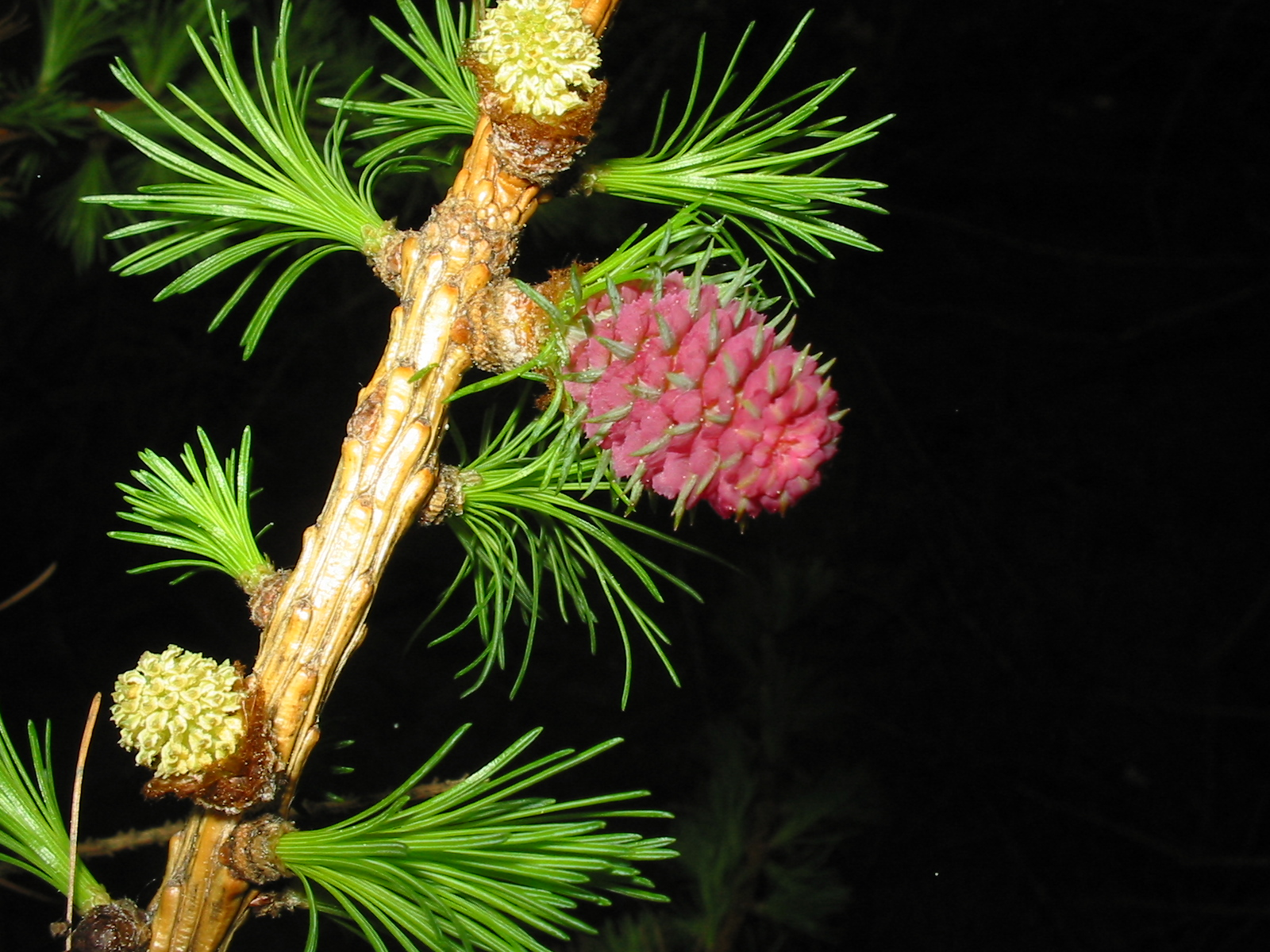
Zwei männliche und ein weiblicher Zapfen der Europäischen Lärche während der Blütezeit.

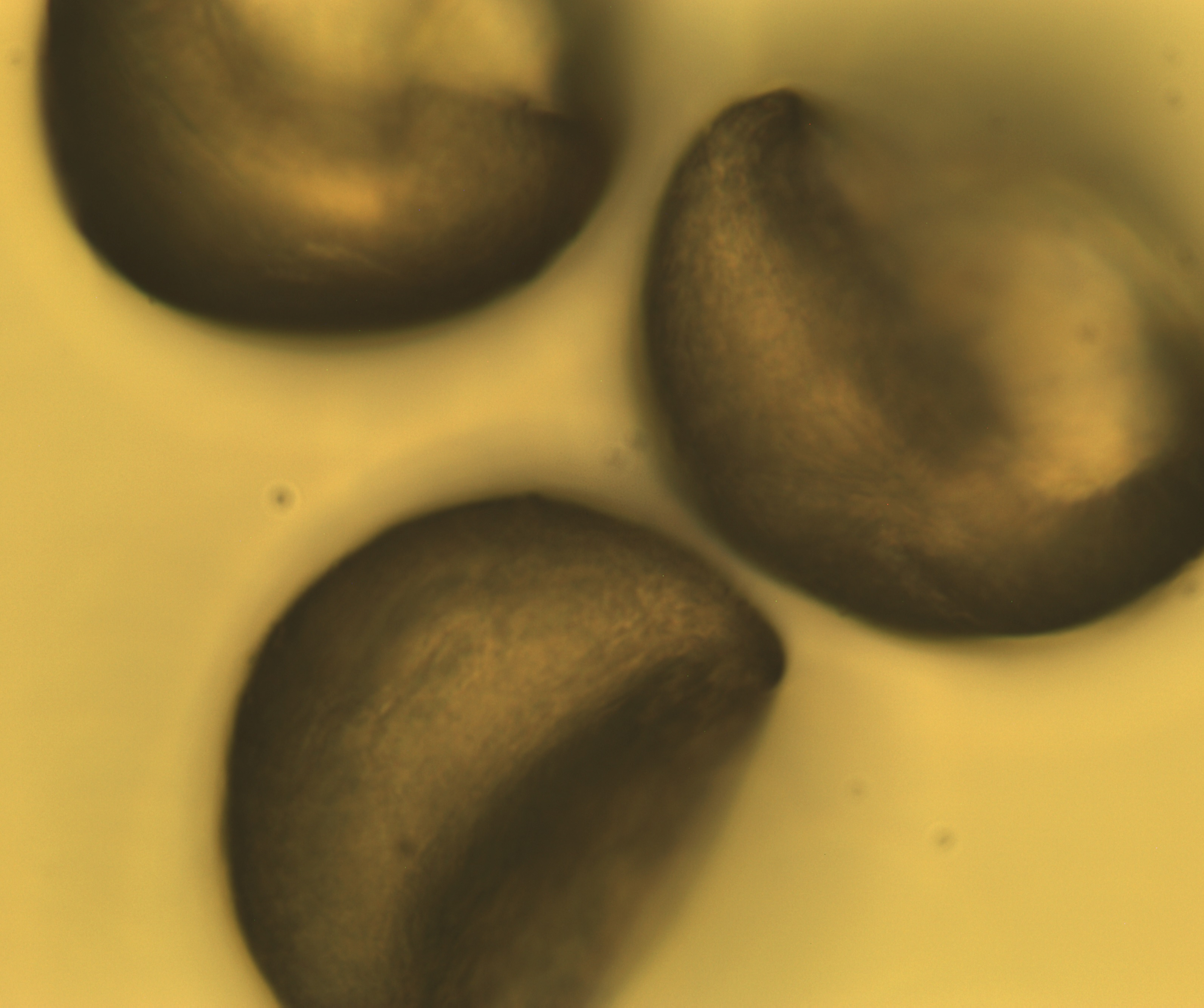
Larix: Pollen (400×)

### Vegetative Merkmale
Alle Lärchen-Arten sind sommergrüne Bäume, werfen also im Spätherbst ihre nadelförmigen Blätter ab. Damit sind sie eine der zwei nicht immergrünen Gattungen innerhalb der Kieferngewächse. Die andere Gattung ist die der Goldlärchen, welche nicht zu den Lärchen gehört. An einem Kurztrieb befinden sich 10 bis 60 Nadelblätter oder die Nadelblätter befinden sich einzeln an einjährigen Langtrieben. Die Borke ist an jungen Bäumen silber-grau bis grau-braun; sie wird später rötlich braun bis braun.
Die Europäische Lärche (Larix decidua) erreicht Wuchshöhen von etwa 40 Metern, amerikanische Larix-Arten werden sogar noch etwas höher. Die Sämlinge besitzen vier bis acht Keimblätter (Kotyledonen).

### Generative Merkmale
Larix-Arten sind einhäusig getrenntgeschlechtig (monözisch), sie besitzen also männliche und weibliche Zapfen an einem Baum. Die einzeln stehenden männlichen Zapfen sind eiförmig bis zylindrisch, gelblich und meist kleiner als 1 Zentimeter. Die weiblichen Zapfen sind anfangs grün, rot oder purpurfarben. Sie benötigen von der Befruchtung bis zur Reife vier bis sieben Monate, bleiben aber auch nach dem Ausstreuen der Samen noch mehrere Jahre am Baum. Die eiförmigen bis kugeligen Zapfen stehen aufrecht endständig an Kurztrieben oder an einem kurzen, gebogenen, beblätterten Stiel am Zweig. Bei Reife sind sie hell bis dunkel braun. Die Samenschuppen sind meist etwas breiter als lang. Die Deckschuppen sind glatt und dünn.
Die kleinen Samen sind weißlich und 4 bis 6 Millimeter groß mit 6 bis 9 Millimeter großen Flügeln.

### Rekorde
Die höchste Lärche Europas und der ganzen Welt steht im Schlitzer Wald in Osthessen. Die Homepage „Monumental Trees“ listet sie nach einer Messung aus dem Jahr 2014 mit 54,80 Metern auf. Der Umfang des 190 Jahre alten Baums beträgt 2,52 Meter in Brusthöhe. Dem Aufruf, eine höhere Lärche zu melden, ist bisher niemand nachgekommen. Der Rekordbaum ist kein Einzelfall. Rund 1500 hochgewachsene Lärchen (die sogenannten „Schlitzer Lärchen“) stehen im Hauptblock auf den Gebieten Linsenbrunnen und Helle auf dem Richtberg. Dutzende ragen mehr als 50 Meter empor.
Der vermutlich dickste Baum ist die Hildegard-Lärche im Überlinger Forst am Bodensee, die mit 45 Meter Höhe, 4,75 Meter Umfang und 27 Festmeter Holz ein Alter von etwa 300 Jahren hat. Der Name geht auf eine Schenkung der Gräfin Hildegard zurück.
Die ältesten bekannten Lärchen stehen im Südtiroler Ultental und werden neuerdings auf 850 Jahre geschätzt.
In der Schweiz gibt es ein Exemplar mit 10,70 Meter Stammumfang, 3,34 Meter Brusthöhendurchmesser, 8,50 Meter Taillenumfang (in 3 Meter Höhe), 12 Meter Basisumfang und 45 m³ Stamminhalt.
Ein besonders volumenreicher Baum ist eine Westamerikanische Lärche (Larix occidentalis), genannt „Seeley Lake Giant“, im Lolo National Forest in Montana, mit einer Wuchshöhe von 49,4 Metern, einem Stammdurchmesser (BHD) von 2,21 Metern und 83 m³ Stamminhalt.
Der älteste Fund ist das aus einer Lärche geschnitzte Schigir-Idol, das aus 4 Metern Tiefe des Schigir-Moors im Transural geborgen wurde und dendrochronologisch auf etwa 11.000 Jahre datiert wurde. Das einst wohl über 5 Meter große Idol erinnert an Holzidole, die z. B. auch in Nordeuropa gefunden wurden. Es wird im Sverdlovsk-Regional-Museum von Jekaterinburg ausgestellt.

## Systematik

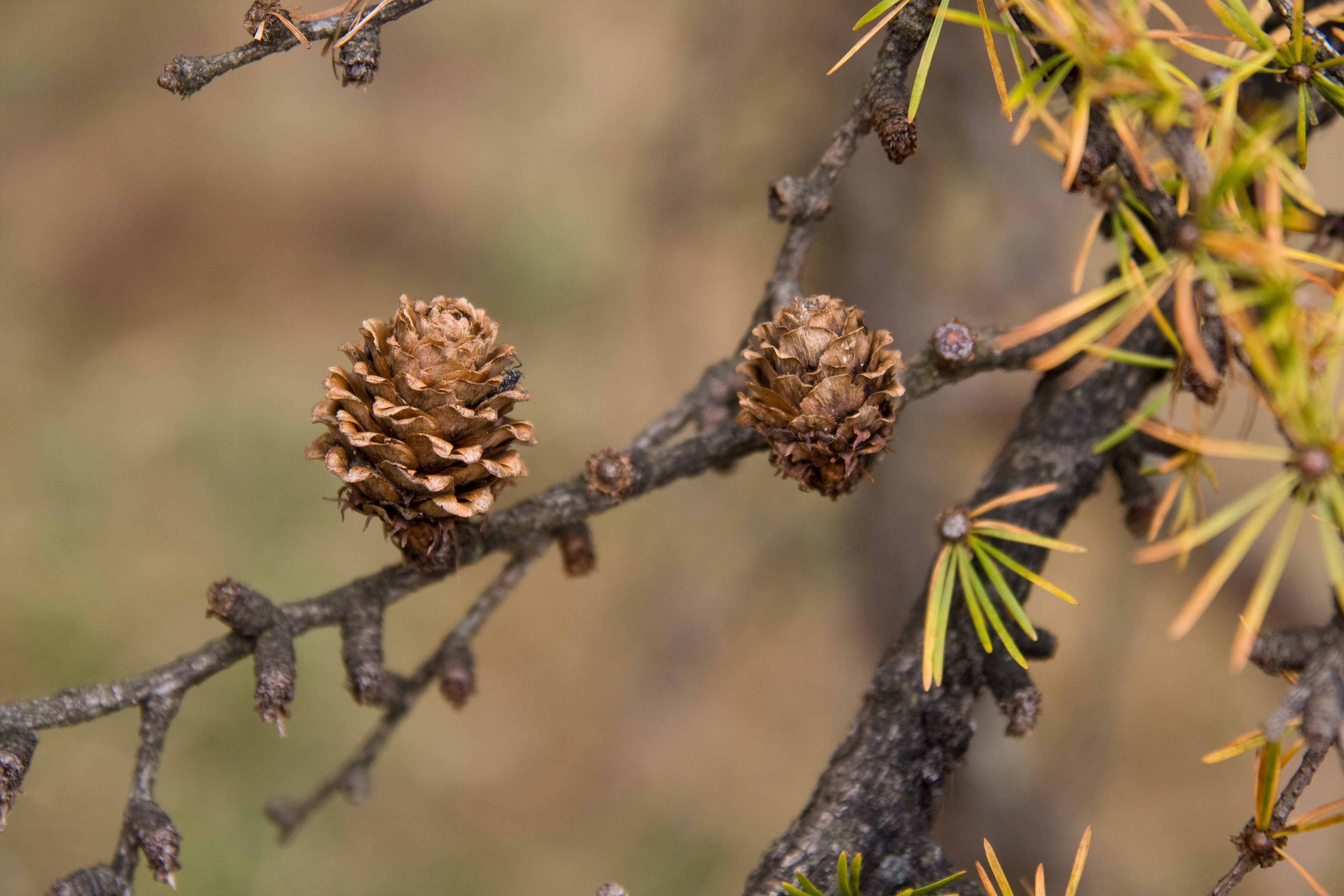
Japanische Lärche (Larix kaempferi)

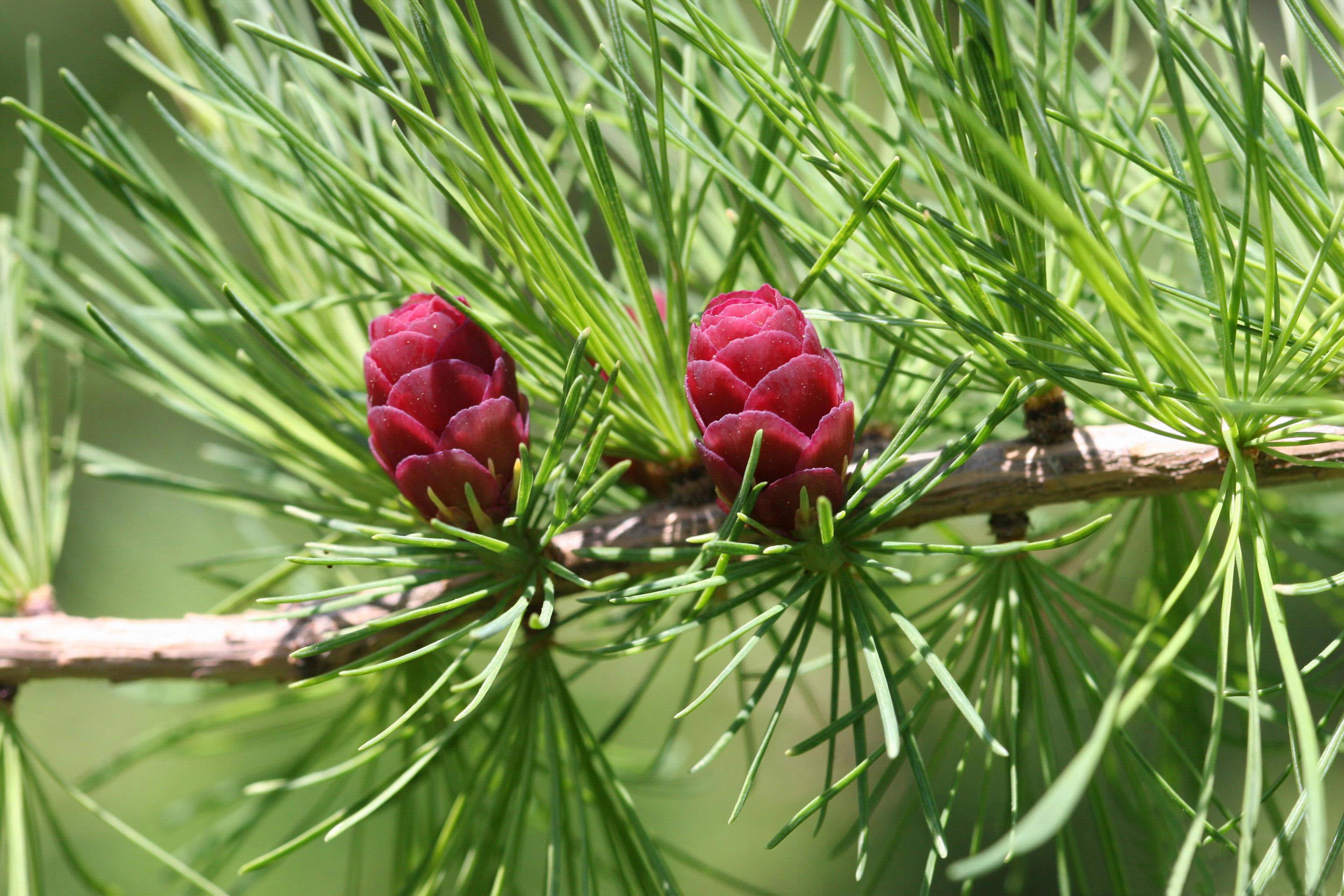
Ostamerikanische Lärche (Larix laricina)

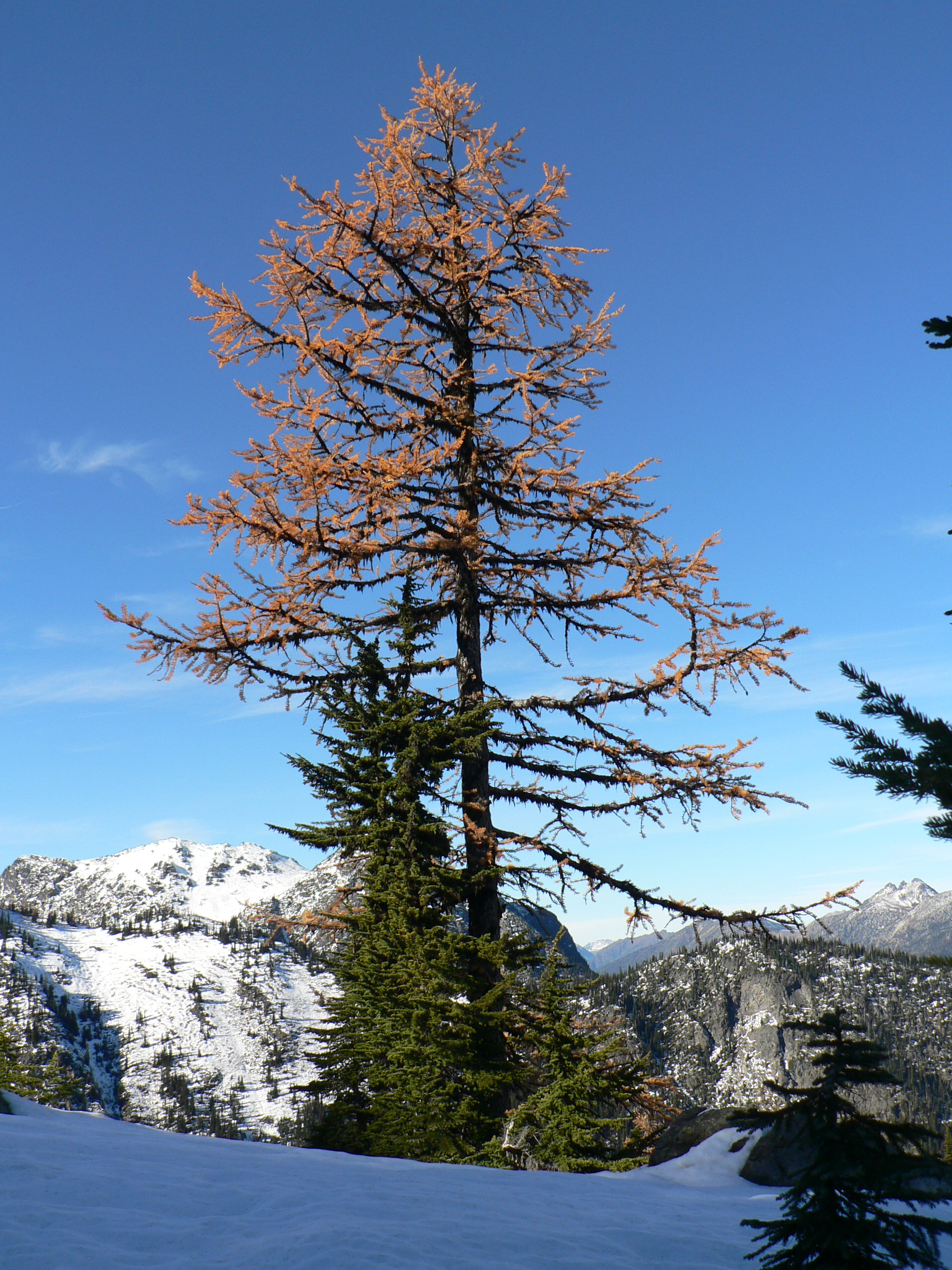
Felsengebirgs-Lärche (Larix lyallii) im Staat Washington

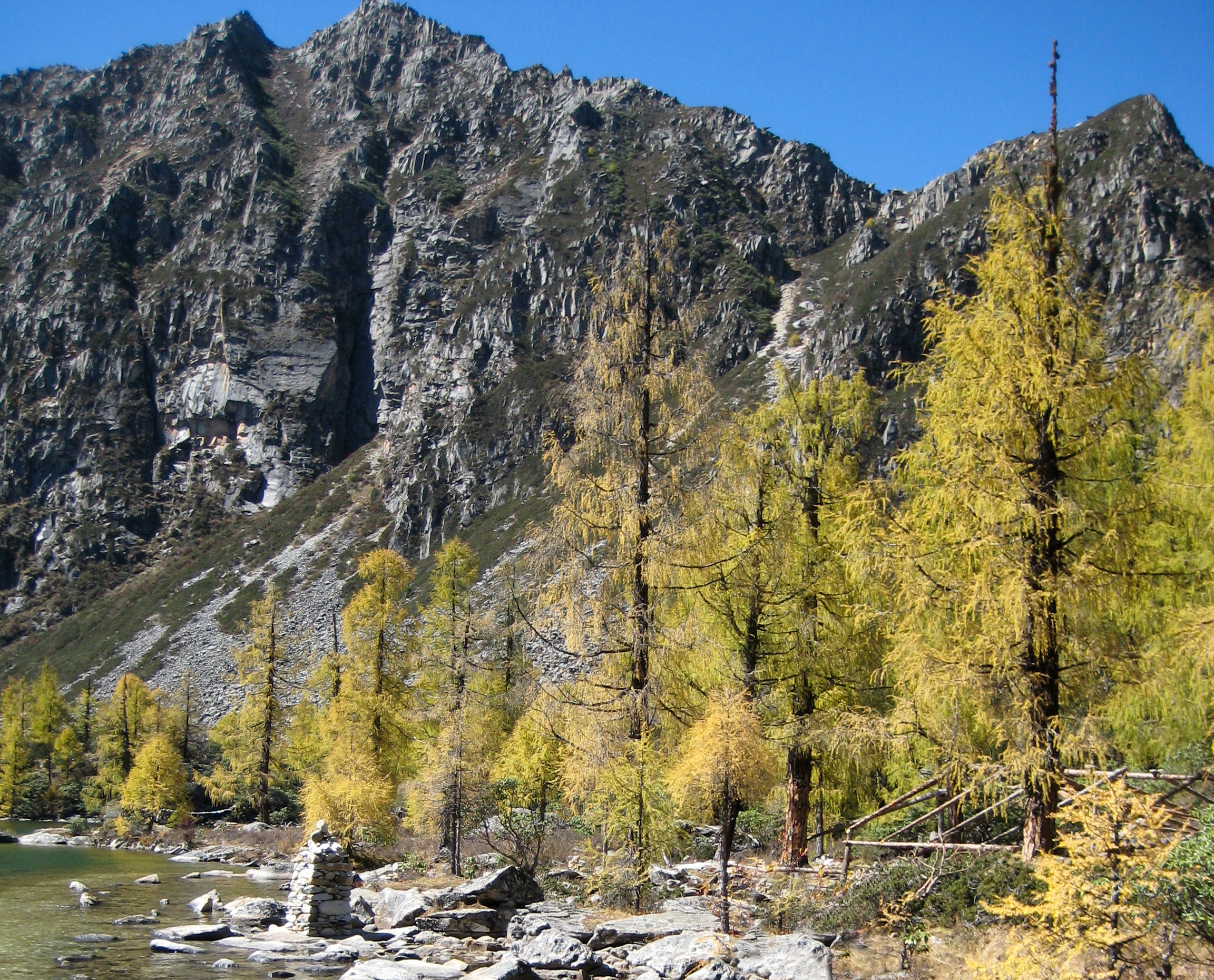
Chinesische Lärche (Larix potaninii) in Sichuan

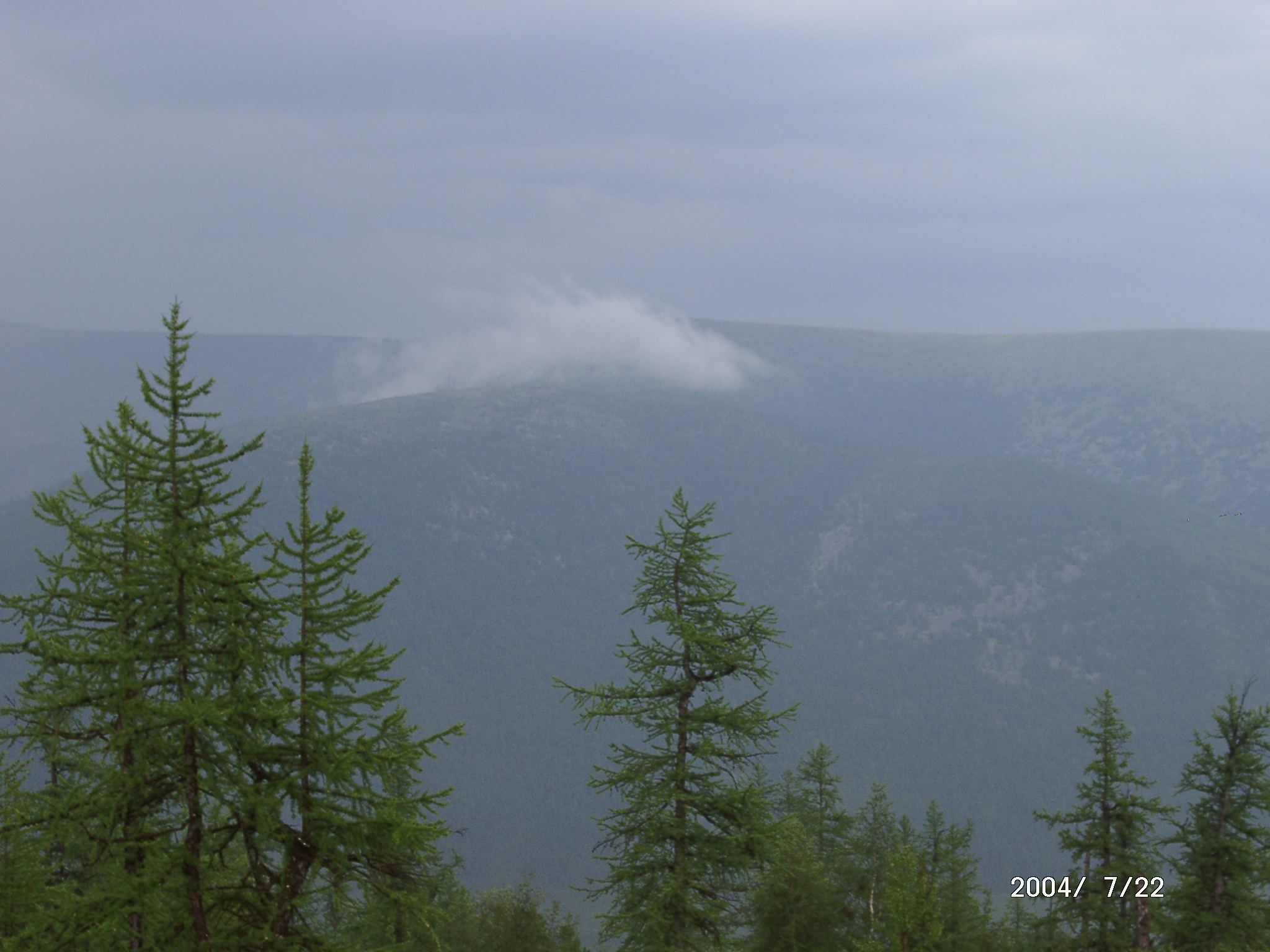
Sibirische Lärche (Larix sibirica) im Ural

Die Gattung Larix wurde 1754 durch Philip Miller aufgestellt.
Je nach Autor werden zwischen 10 und 20 Larix-Arten unterschieden.
Dabei gibt es insbesondere unterschiedliche Auffassungen über viele oft unter Larix gmelinii aufgeführte Unterarten.
Früher wurde häufig die Deckschuppenlänge der Zapfen herangezogen, um die Gattung Larix in zwei Sektionen (Sektion Larix mit kurzen, Sektion Multiserialis mit langen Deckschuppen) einzuteilen. Die ersten genetischen Analysen (Gernandt 1999) belegen dies allerdings nicht. Vielmehr weisen diese auf eine genetische Trennung zwischen den eurasischen und den amerikanischen Arten hin; demnach ist die Größe von Zapfen und Deckschuppen nur als eine Anpassung an klimatische Umweltbedingungen anzusehen.

### Arten und Varietäten mit ihrer Verbreitung
Es gibt 10 bis 20 Larix-Arten:
- Europäische Lärche[4] (Larix decidua Mill.): Es gibt drei Varietäten:[2]
  - Gewöhnliche Europäische Lärche (Larix decidua Mill. var. decidua, Syn.: Larix europaea Lam. & DC., Larix sudetica Domin)[2]
  - Karpaten-Lärche (Larix decidua var. carpatica Domin, Syn.: Larix carpatica Domin): Sie kommt in den östlichen Karpaten und in der nordwestlichen Ukraine vor.[2]
  - Polnische Lärche (Larix decidua var. polonica (Racib. ex Wóycicki) Ostenf. & Syrach, Syn.: Larix polonica Racib., Larix decidua subsp. polonica (Racib.) Domin)[2]
- Dahurische Lärche[4] (Larix gmelinii (Rupr.) Kuzen., Syn.: Larix dahurica Trautv.): Je nach Autor gibt es etwa vier Varietäten:
  - Larix gmelinii (Rupr.) Kuzen. var. gmelinii: Sie kommt im östlichen Russland, in Korea, in der Mongolei, in der Inneren Mongolei und in den chinesischen Provinzen Heilongjiang sowie Jilin vor.[5]
  - Kurilen-Lärche (Larix gmelinii var. japonica (Regel) Pilger)
  - Prinz-Rupprecht-Lärche (Larix gmelinii var. principis-rupprechtii (Mayr) Pilger): Sie gedeiht im Gebirge meist an felsigen Hängen in Höhenlagen von 600 bis 2800 Metern in den chinesischen Provinzen Hebei, nordwestliches Henan sowie Shanxi.[5]
  - Olgabucht-Lärche (Larix gmelinii var. olgensis (A.Henry) Ostenfeld & Syrach) (Syn.: Larix olgensis A.Henry)
- Cajanders Lärche (Larix cajanderi (Mayr) Pilger, Syn. – als Varietät der Dahurischen Lärche –: Larix gmelinii var. gmelinii, Larix gmelinii var. cajanderi (Rehder & E.H.Wilson) Silba u. weitere): Ihre Verbreitung deckt sich weitgehend mit der WWF-Ökoregion „Taiga Nordostsibirens“, in der der Kältepol aller bewohnten Gebiete der Erde liegt[6]
- Larix griffithii Hook. f.: Es gibt seit 1998 zwei Varietäten:
  - Sikkim-Lärche (Larix griffithii Hook. f. var. griffithii): Sie kommt im Himalaya in Bhutan, Nepal, Sikkim und im südlichen sowie östlichen Tibet vor.[5]
  - Larix griffithii var. speciosa (W.C.Cheng & Y.W.Law) Farjon (Syn.: Larix speciosa W.C.Cheng & Y.W.Law): Sie hat seit 1998 den Rang einer Varietät. Sie gedeiht im Gebirge in Höhenlagen von 2600 bis 4000 Metern im südöstlichen Tibet und im nordwestlichen Yunnan.[5]
- Japanische Lärche (Larix kaempferi (Lambert) Carriére, Syn.: Larix leptolepis (Siebold & Zucc.) Gordon): Sie kommt aus Japan. Sie wird in China kultiviert.[5]
- Ostamerikanische Lärche (Larix laricina (DuRoi) K.Koch)[7]
- Felsengebirgs-Lärche (Larix lyallii Parlatore)[7]
- Larix mastersiana Rehder & E.H.Wilson (Syn.: Larix griffithii var. mastersiana (Rehder & E.H.Wilson) Silba): Sie gedeiht im Gebirge in Höhenlagen von 2300 bis 3500 Metern in der chinesischen Provinz Sichuan.[5]
- Westamerikanische Lärche[4] (Larix occidentalis Nutt.)[7]
- Larix potaninii Batalin: Es gibt vier Varietäten:[5]
  - Larix potaninii var. australis A.Henry ex Hand.-Mazz. (Syn.: Larix potaninii var. macrocarpa Y.W.Law): Sie gedeiht im Gebirge in Höhenlagen von meist 3800 bis 4300 (2700 bis 4600) Metern im südöstlichen Tibet und in den chinesischen Provinzen südwestliches Sichuan sowie nordwestliches Yunnan.[5]
  - Chinesische Lärche (Larix potaninii var. chinensis L.K.Fu & Nan Li, Syn.: Larix chinensis Beissner non Mill.): Im Gegensatz zu Larix potaninii var. potaninii hat sie gelbe Langtriebe und rote, spitz zulaufende Deckschuppen. Sie kommt nur im südlichen Teil von Shaanxi vor.[5]
  - Himalaya-Lärche (Larix potaninii var. himalaica (W.C.Cheng & L.K.Fu) Farjon & Silba, Syn.: Larix himalaica W.C.Cheng & L.K.Fu): Sie kommt nur in Nepal und im südlichen Tibet vor.[5]
  - Larix potaninii Batalin var. potaninii: Sie gedeiht im Gebirge und in Flusstälern in Höhenlagen von 2500 bis 4000 Metern in den chinesischen Provinzen Gansu, Sichuan sowie nördliches Yunnan.[5]
- Sibirische Lärche[4] (Larix sibirica Ledeb., Syn.: Larix russica (Endl.) Trautv.): Sie kommt in der Mongolei, im östlichen Russland und in Xinjiang vor.[5]

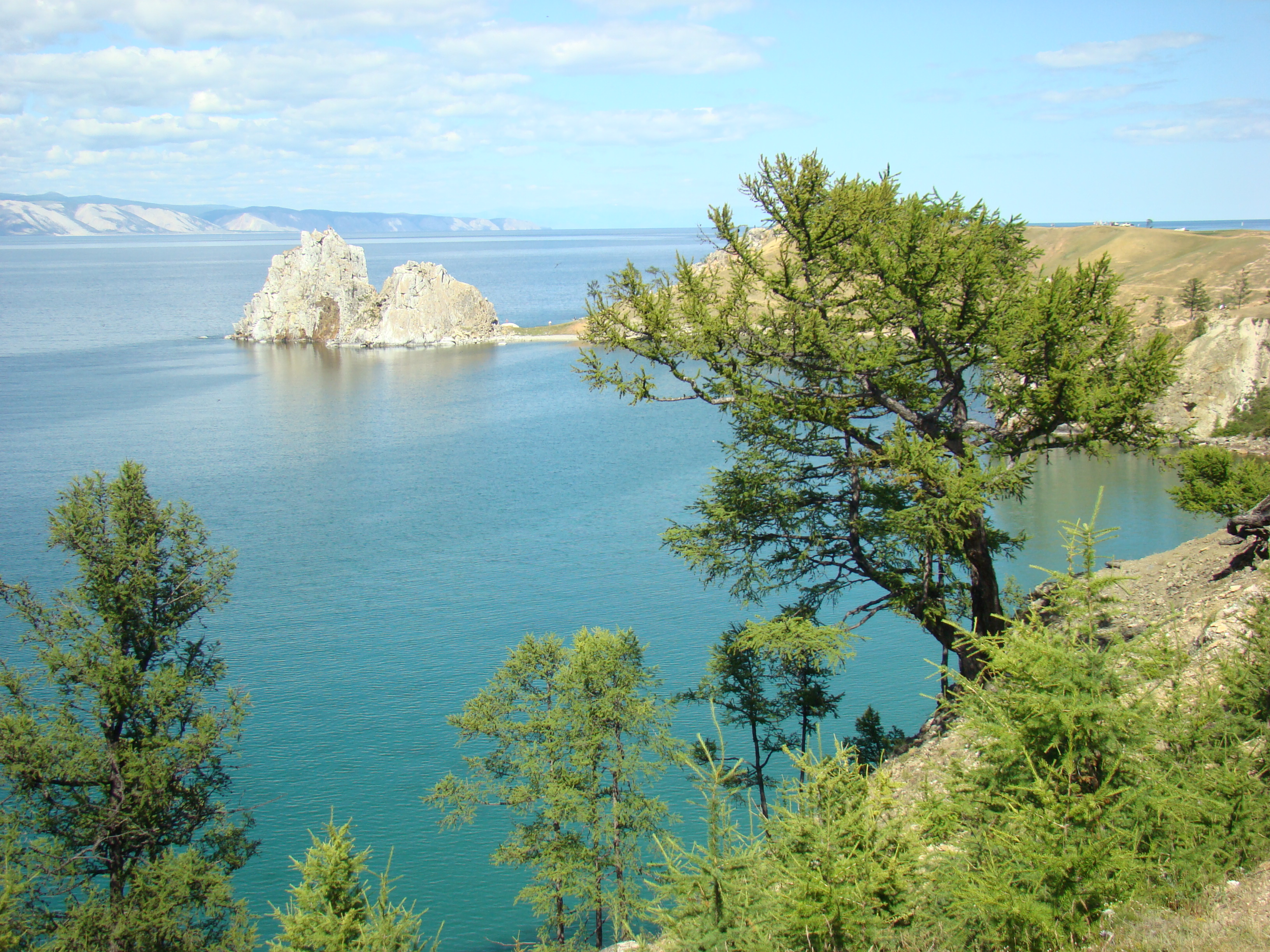
Habitus von Larix ×czekanowskii im Habitat

### Hybriden
Naturhybriden:

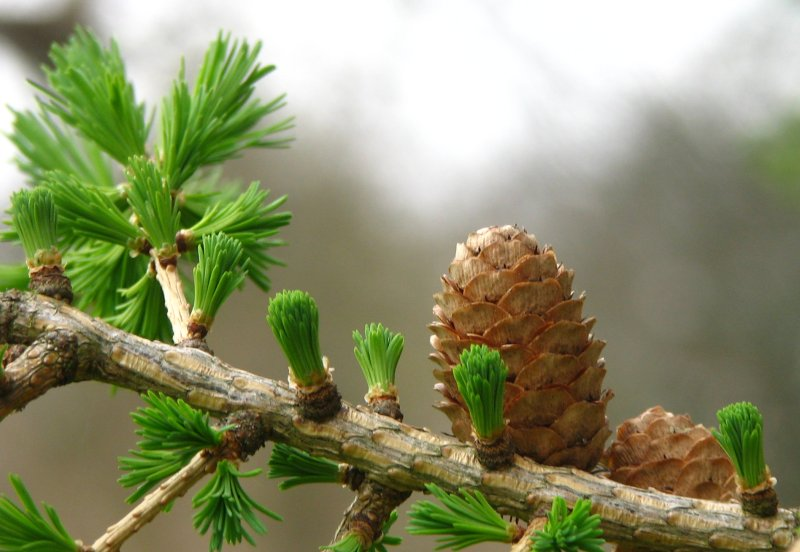
Schweizer Hybrid-Lärche (Larix ×marschlinsii)

- Larix ×czekanowskii Szafer = Larix gmelinii × Larix sibirica: Diese Naturhybride (benannt nach Aleksander Czekanowski) kommt im zentralen Sibirien vor.[8]

Folgende Kreuzungen von Lärchen-Arten sind bekannt (Auswahl):
- Bayerische Hybrid-Lärche[4] (Larix ×eurokurilensis Rohmeder & Dimpflm. = Larix decidua × Larix gmelinii var. japonica)
- Schottische Hybrid-Lärche[4] (Larix × eurolepis A.Henry = Larix decidua × Larix kaempferi)
- Schweizer Hybrid-Lärche[4] (Larix ×marschlinsii Coaz = Larix decidua × Larix sibirica)
- Hänge-Lärche[4] (Larix ×pendula (Aiton) Salisb. = Larix decidua × Larix laricina)

## Nutzung

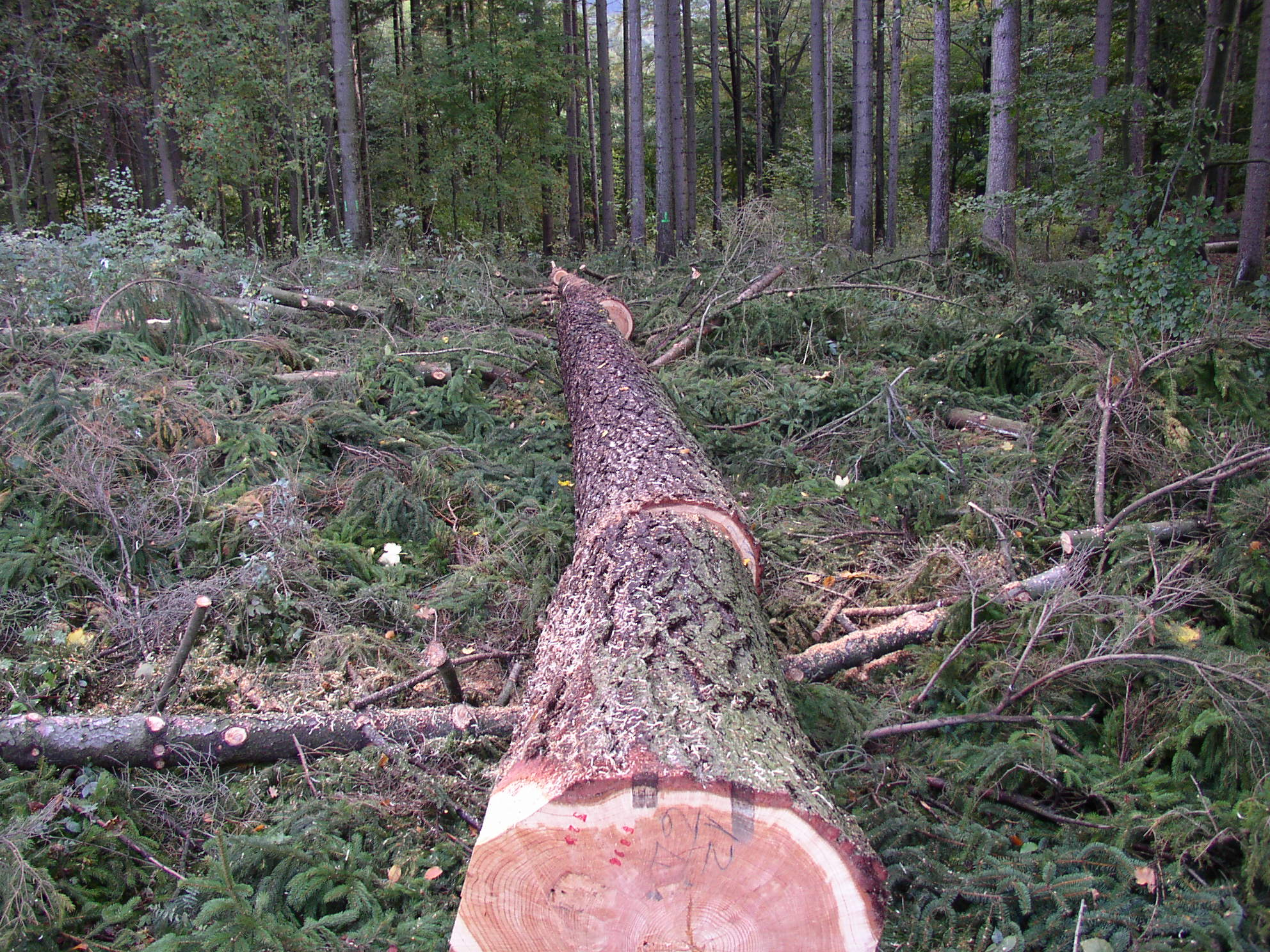
Europäische Lärche (Larix decidua) nach der Holzwerbung im Wald

Lärchenholz wird vor allem als Bau- und Möbelholz genutzt, viel seltener dient es als Brennholz. Von wirtschaftlichem Interesse sind dabei vor allem die Europäische Lärche, die Sibirische Lärche in Eurasien sowie in Nordamerika die Ostamerikanische und die Westamerikanische Lärche. Hinzu kommen mit geringerer bzw. regionaler Bedeutung weitere Arten, darunter die von der japanischen Insel Honshū stammende Japanische Lärche, die teilweise auch in Europa angebaut wird, sowie die aus der Europäischen und Japanischen Lärche gezüchtete Hybridlärche (Larix eurolepis).
Lärchenholz stellt unter den europäischen Nadelnutzhölzern das schwerste und härteste Holz dar und wird nur von der selten genutzten Eibe übertroffen. Das Holz ist sehr unempfindlich gegen Alkalien und insbesondere Säuren und gegenüber aggressiven Medien äußerst resistent. Was die natürlichen Dauerhaftigkeit bzw. Witterungsfestigkeit betrifft, ist das Lärchenholz, insbesondere das Kernholz, allen anderen einheimischen Nadelhölzern gegenüber deutlich überlegen. Es wird vorwiegend als Bauholz für Dachtragwerke, Wand- und Deckenkonstruktionen, im Innenausbau für nahezu alle Holzverwendungen genutzt, darunter Treppen, Geländer, Wandverkleidungen, Türen, Parkett- und Dielenböden sowie im Außenbereich für Haustüren, Garagentore, Fenster, Fassadenverkleidungen, Rahmen und Brüstungen sowie für großflächige Verkleidungen verwendet. Aufgrund der Unempfindlichkeit ggü. Feuchtigkeit wird es ferner im Erd-, Wasser- und Brückenbau, im Bootsbau und für zahlreiche weitere Anwendungen im temporär oder dauerhafte feuchten Ambiente eingesetzt.
Die energetische Nutzung von Lärchenholz spielt eine vergleichsweise geringe Rolle. Lärchenholz hat einen Brennwert von 4,4 kWh/kg bzw. 1.700 kWh/rm und ist damit vergleichbar mit Kiefern- und Douglasienholz. Es wird wie die meisten Holzarten vor allem im privaten Hausbrand in Form von Scheitholz verwendet. Als Holzpellets werden Industrieabfälle (Holzspäne) u. a. auch aus der Lärchenholzproduktion in Form von Mischpellets angeboten.